# MotorStorm: Apocalypse
MotorStorm: Apocalypse est un jeu vidéo de course se déroulant pendant l’apocalypse, développé par Evolution Studios et édité par Sony Computer Entertainment. Il est sorti sur PlayStation 3 le 16 mars 2011. Il fait suite à MotorStorm: Arctic Edge

## Accueil
- Jeuxvideo.com : 17/20[1]